# Municipio de Newman (Illinois)
El municipio de Newman (en inglés, Newman Township) es un municipio del condado de Douglas, Illinois, Estados Unidos. Tiene una población estimada, a mediados de 2023, de 995 habitantes.

## Geografía
Está ubicado en las coordenadas 39°49′45″N 88°0′6″O / 39.82917, -88.00167. Según la Oficina del Censo, tiene una superficie total de 105.6 km², de los cuales 105.5 km² corresponden a tierra firme y 0.1 km² están cubiertos de agua.

## Demografía
Según el censo de 2020, en ese momento había 1024 personas residiendo en la zona. La densidad de población era de 9.7 hab./km². El 92.38 % de los habitantes eran blancos, el 0.88 % eran afroamericanos, el 0.20 % eran amerindios, el 0.49 % eran asiáticos, el 0.98 % eran de otras razas y el 5.08 % eran de una mezcla de razas. Del total de la población, el 3.61 % eran hispanos o latinos de cualquier raza.

## Localidades
- Newman